# Domingos Martins
Domingos Martins, amtlich Município de Domingos Martins, ist eine brasilianische Kleinstadt mit ca. 33.700 Einwohnern im Bundesstaat Espírito Santo, etwa 50 Kilometer von der Landeshauptstadt Vitória entfernt im Landesinneren, mit überwiegend (ca. 80 %) deutschstämmiger evangelischer Bevölkerung.
Domingos Martins ist kultureller und wirtschaftlicher Mittelpunkt einer überwiegend von Einwanderern aus dem Hunsrück und aus Pommern besiedelten Gegend. Im Gemeindemuseum Casa da Cultura wird die Geschichte der Einwanderung dokumentiert. Folkloretanzgruppen wie z. B. die Tanzgruppe Pommerjugend oder der Pommerchor pflegen das Brauchtum der Gemeinde. Höhepunkte der jährlichen Festlichkeiten sind das Sommerfest, das Erntedankfest sowie das Pommerfest.